# Xambioás
Os xambioás (Ixy biòwa) são uma etnia indígena que habita a Área Indígena Xambioá, na margem direita do rio Araguaia, no município de Santa Fé do Araguaia, no estado do Tocantins, no Brasil. Formam, junto com os Karajás e os javaés, o povo iny, o qual possui língua (a língua Karajá), costumes e parentesco comuns entre as três etnias. No passado, foram chamados também de canoeiros.

## Economia
São essencialmente pescadores. Na época das chuvas, dedicam-se à agricultura, plantando mandioca, banana, cana-de-açúcar, milho, batata-doce, cará e arroz. Têm uma desenvolvida arte plumária, cerâmica e de cestaria.